# Фабрісіо Оя
Фабрісіо Кейске Родрігес Оя або просто Фабрісіо Оя (порт.-браз. Fabrício Keiske Rodrigues Oya / Fabrício Oya, нар. 23 липня 1999, Кампінас, Бразилія) — бразильський футболіст, півзахисник білоруського клубу «Торпедо-БелАЗ».

## Клубна кар'єра
Народився в Кампінасі. У 12-річному віці приєднався до «Корінтіанса». У червні 2015 року підписав з клубом професіональний контракт. У цей же період надійшла пропозиція від «Ліверпуля», але клуб відхилив її. Газета «Ґардіан» включила Фабрісі до символічного рейтингу найкращих молодих футболістів світу під назвою «Наступне покоління 2016» (англ. Next Generation 2016). За першу команду клубу дебютував 21 березня 2019 року в переможному (1:0) виїзному поєдинку 12-го туру Ліги Паулісти проти «Ітуано». Фабрісіо вийшов на поле на 69-ій хвилині, замінивши Жадсона. Цей матч виявився єдиним для молодого півзахисника у футболці «Корінтіанса». У березні 2019 року ЗМІ розповсюдили інформацію про зацікавленість до футболіста з боку «Мілана» (не пріорітетна ціль) та «Роми», але до трансферу справа так і не дійшла. З 2019 по 2020 рік виступав в оренді в клубах бразильської Серії Б «Сан-Бенту» та «Оесте».
12 березня 2021 року білоруські ЗМІ розповсюдили інформацію про те, що Фабрісіо Оя може перейти до «Торпедо-БелАЗа». 6 квітня 2021 року клуб офіційно оголосив про придбання бразильця Фабрісіо Оя. Про термін дії контракту сторони не повідомили, але «Корінтіанс» зберіг за собою 35% трансферних прав на гравця<. У футболці жодинського клубу дебютував 6 квітня 2021 року в нічийному (0:0) виїзному поєдинку кубку Білорусі проти дзержинського «Арсеналу». Фабрісіо вийшов на поле в стартовому складі, на 53-ій хвилині отримав жовту картку, а на 67-ій хвилині його замінив росіянин Дмитро Яшин. У Вищій лізі Білорусі дебютував 10 квітня 2021 року в програному (0:2) виїзному поєдинку 4-го туру проти «Слуцька». Оя вийшов на поле на 46-ій хвилині, замінивши Микиту Ніколаєвича.

### Клубна статистика
Станом на 19 січня 2021
| Клуб                 | Сезон             | Ліга              | Ліга  | Ліга | Чемпіонат штату | Чемпіонат штату | Кубок | Кубок | Інші  | Інші | Загалом | Загалом |
| Клуб                 | Сезон             | Дивізіон          | Матчі | Голи | Матчі           | Голи            | Матчі | Голи  | Матчі | Голи | Матчі   | Голи    |
| -------------------- | ----------------- | ----------------- | ----- | ---- | --------------- | --------------- | ----- | ----- | ----- | ---- | ------- | ------- |
| «Корінтіанс»         | 2019              | Серія A           | 0     | 0    | 1               | 0               | 0     | 0     | 0     | 0    | 1       | 0       |
| «Корінтіанс»         | 2020              | Серія A           | 0     | 0    | 0               | 0               | 0     | 0     | 0     | 0    | 0       | 0       |
| «Корінтіанс»         | 2021              | Серія A           | 0     | 0    | 0               | 0               | 0     | 0     | 0     | 0    | 0       | 0       |
| «Корінтіанс»         | Загалом           | Загалом           | 0     | 0    | 1               | 0               | 0     | 0     | 0     | 0    | 1       | 0       |
| «Сан-Бенту» (оренда) | 2019              | Серія Б           | 9     | 1    | 0               | 0               | 0     | 0     | 0     | 0    | 9       | 1       |
| «Оесте» (loan)       | 2020              | Серія Б           | 13    | 0    | 5               | 0               | 1     | 0     | 0     | 0    | 19      | 0       |
| Усього за кар'єру    | Усього за кар'єру | Усього за кар'єру | 22    | 1    | 6               | 0               | 1     | 0     | 0     | 0    | 29      | 1       |

Примітки
1. 1 2  Матчі в Лізі Пауліста
2. ↑  Матчі в кубку Бразилії

## Кар'єра в збірній
У 2017 році провів 3 поєдинки у складі молодіжної збірної Бразилії на Міжнародному турнірі в Тулоні. Разом з Габріелем Казу став одним з двох бразильських японців, які зіграли на турнірі.